# Mourvilles-Basses

Mourvilles-Basses este o comună în departamentul Haute-Garonne din sudul Franței. În 2009 avea o populație de 67 de locuitori.

## Evoluția populației
| An        | 1975 | 1982 | 1990 | 1999 | 2006 | 2009 |
| --------- | ---- | ---- | ---- | ---- | ---- | ---- |
| Populație | 50   | 58   | 57   | 60   | 57   | 67   |